# Colomars
Colomars é uma comuna francesa, situada no departamento de Alpes-Maritimes et na região de Provence-Alpes-Côte d'Azur. 

## Geografia
Colomars fica localizada, entre o vale do rio Var a oeste e o flanco do Mont Chauve a este, é composto vários lugarejos, mas o seu coração fica situado no meio de pinheiros e oliveiras. Esta vila do “ moyen pays niçois ” surge num quadro ondulado coberto de pinheiros, de giestas, olivais e algumas vinhas.
Entre as riquezas turística há a referir: os vales abrigam reservas geológicas e botânicas enfeitadas por cascadas e de viadutos, os antigos moinhos de azeite, a igreja reconstruída em 1830, a capela da Sirole inaugurada em 1857, numerosos calvários e fontanários 

## Administração
| Período                                      | Nome                 | Partido | Qualidade |
| -------------------------------------------- | -------------------- | ------- | --------- |
| Março de 2001                                | M. Henri-Paul Girard |         |           |
| Os dados anteriores ainda são desconhecidos. |                      |         |           |

## Demografia
| 1962                           | 1968 | 1975 | 1982 | 1990 | 1999 |
| ------------------------------ | ---- | ---- | ---- | ---- | ---- |
| 679                            | 979  | 1241 | 1714 | 2307 | 2876 |
| Número retido a partir de 1968 |      |      |      |      |      |